# Comuna Radînka, Poliske
Radînka (în ucraineană Радинка) este o comună în raionul Poliske, regiunea Kiev, Ucraina, formată din satele Buda-Radînska, Fedorivka, Omeleanivka și Radînka (reședința).

## Demografie
Componența lingvistică a comunei Radînka
     Ucraineană (98,01%)
     Rusă (1,64%)
     Alte limbi (0,26%)
Conform recensământului din 2001, majoritatea populației comunei Radînka era vorbitoare de ucraineană (98,01%), existând în minoritate și vorbitori de rusă (1,64%).